# چارلز آمبل لنوار
چارلز آمبل لنوار (انگلیسی: Charles-Amable Lenoir; ۲۲ اکتبر ۱۸۶۰ – ۱ اوت ۱۹۲۶ (aged 65)) نقاش اهل فرانسه بود.
وی همچنین برندهٔ جوایزی همچون لژیون دونور (شوالیه) شده‌است.